# Tunnel van Becoën
De tunnel van Becoën is een spoortunnel in Fraipont, een deelgemeente van Trooz. De tunnel heeft een lengte van 176 meter. De dubbelsporige spoorlijn 37 gaat door deze tunnel.